# Max van Heeswijk
Max van Heeswijk (Hoensbroek, 2 de març de 1973) és un ciclista neerlandès, ja retirat, professional des del 1994 fins al 2008. Destacà com a esprintador i era conegut amb el sobrenom de Mad Max.
El 2000 i 2004 va prendre part als Jocs Olímpics d'Estiu de Sydney i Atenes, on disputà sense sort la cursa en ruta del programa de ciclisme. En el seu palmarès compta amb una seixanta de victòries, sent les més destacades dues etapes de la Volta a Espanya, la París-Brussel·les del 2000 i la Nokere Koerse del 2004.

## Palmarès
- 1992
  - 1r al Omloop Alblasserwaard
- 1994
  - Vencedor de 4 etapes de la Commonwealth Bank Classic
- 1995
  - 1r a Hel van het Mergelland
  - 1r a Profronde van Almelo
  - Vencedor de 3 etapes del Pacific Power Bank Tour
  - Vencedor de 2 etapes de la Volta a Galícia
  - Vencedor d'una etapa de la Niederoesterreich Rundfahrt
  - Vencedor d'una etapa de la Volta a Luxemburg
  - Vencedor d'una etapa de l'Alpine Tour
- 1996
  - Vencedor d'una etapa de la Volta a Galícia
  - Vencedor d'una etapa de la Volta al País Basc
  - Vencedor d'una etapa del Pacific Power Bank Tour
- 1997
  - 1r a Noordwijk aan Zee
  - Vencedor d'una etapa de la Volta a Espanya
- 1998
  - Vencedor d'una etapa de la Volta a Andalusia
  - Vencedor d'una etapa de la Volta a Àustria
- 1999
  - 1r al Gran Premi de la vila de Rennes
  - Vencedor de 3 etapes de la Commonwealth Bank Classic
  - Vencedor d'una etapa del Tour del Mediterrani
- 2000
  - 1r a la París-Brussel·les
  - Vencedor de 2 etapes del Gran Premi Portugal Telecom
  - Vencedor d'una etapa del Sachsen-Tour
  - Vencedor d'una etapa de la Volta al País Basc
  - Vencedor d'una etapa del Tour de Hessen
- 2001
  - Vencedor d'una etapa de la Volta a Catalunya
- 2002
  - Vencedor d'una etapa de la Ruta del Sud
- 2003
  - Vencedor d'una etapa del Tour de l'Ain
- 2004
  - 1r a la Nokere Koerse
  - 1r al Nationale Sluitingsprijs
  - 1r a la Wachovia Invitational
  - Vencedor de 2 etapes de la Volta a Andalusia
  - Vencedor de 2 etapes de la Volta a Múrcia
  - Vencedor de 2 etapes de la Volta al País Basc
  - Vencedor d'una etapa de la Volta a Catalunya
  - Vencedor d'una etapa dels Quatre dies de Dunkerque
  - Vencedor d'una etapa de la Volta a Bèlgica
- 2005
  - Vencedor de 2 etapes de l'Eneco Tour
  - Vencedor d'una etapa de la Volta a Espanya
- 2006
  - Vencedor d'una etapa de la Volta a Polònia
- 2007
  - Vencedor d'una etapa de la Volta a Andalusia

### Resultats al Giro d'Itàlia
- 1999. Abandona (18a etapa)
- 2007. Abandona (14a etapa)

### Resultats al Tour de França
- 2000. 103è de la classificació general
- 2001. 134è de la classificació general

### Resultats a la Volta a Espanya
- 1996. Abandona (13a etapa)
- 1997. 83è de la classificació general. Vencedor d'una etapa
- 1998. 94è de la classificació general
- 2003. 139è de la classificació general
- 2004. Abandona (9a etapa). Porta el mallot de líder durant una etapa
- 2005. Abandona (9a etapa). Vencedor d'una etapa